# 88e division de fusiliers (2e formation)
Pour les articles homonymes, voir 88e division.
La 88e division de fusiliers (russe : 88-я стрелковая дивизия) est une division d'infanterie de l'Armée rouge, ayant combattu pendant la Seconde Guerre mondiale.
La 88e division de fusiliers est mise sur pied en avril 1942 sur la base de la première formation de la 39e brigade de fusiliers, principalement dans le district militaire de Moscou et fut bientôt affectée à la 31e armée du front de l'Ouest ; elle resta dans cette armée pendant toute la durée de la guerre. Elle prit part aux combats sauvages et pour la plupart infructueux autour du saillant de Rjev pendant l'hiver 1942/43, puis à l'offensive d'été qui libéra Smolensk. Au cours de l'automne suivant, elle s'est considérablement épuisée alors que le Front occidental tentait à plusieurs reprises de se frayer un chemin à travers les défenses allemandes jusqu'à Orcha. Après avoir été reconstruite au printemps 1944, elle servit dans le cadre du 3e front biélorusse lors de l'opération Bagration, recevant bientôt un titre honorifique de bataille ainsi que l'Ordre du Drapeau rouge. Au cours de cette offensive, elle atteint la frontière de la Prusse orientale et remporte une deuxième décoration lors de l'opération infructueuse Gumbinnen-Goldap. Au cours de l'offensive de Prusse orientale en janvier 1945, elle fit des progrès constants, gagnant finalement son troisième Ordre après la bataille de la poche de Heiligenbeil. Après la campagne de Prusse orientale, la 31e armée fut transportée vers le sud, en Tchécoslovaquie, où la 88e termina la guerre en marchant sur Prague. Malgré un bon bilan en tant qu'unité combattante, la division fut rapidement dissoute.

## Création
Une première 88e division de fusiliers est mise sur pied en 1939 et devient en mars 1942 la 23e division de fusiliers de la Garde. Une nouvelle 88e division de fusiliers recommença à se former le 29 avril 1942 sur la base de la 39e brigade de fusiliers à Kizner dans le district militaire de l'Oural.

### 39ebrigade de fusiliers
La 1re formation de la 39e brigade de fusiliers débuta en octobre 1941 à Alma-Ata dans le district militaire d'Asie centrale. Elle a été formée à partir des écoles de fusiliers-mitrailleurs d'Alma-Ata et de Fruzensk, en grande partie avec des étudiants de nationalité kazakhe. En décembre, la brigade fut expédiée vers le nord et, le 1er janvier 1942, elle se trouvait dans les réserves du Front Nord-Ouest, sous le commandement du colonel. VG Noziyak. Elle est ensuite affectée à la 4e armée de choc participant à l' offensive Toropets-Kholm et fait partie, le 21 janvier, des unités distinguées pour leur rôle dans la libération de Toropets et la prise de la base de ravitaillement allemande. À la fin du mois, la 4e  armée de choc passa sous le commandement du Front de Kalinine et la brigade resta dans le saillant de Toropets à l'ouest du saillant de Rjev tenu par les Allemands jusqu'en avril, date à laquelle elle fut retirée bien à l'est de Moscou où elle fut dissoute pour former le cadre de la nouvelle 88e division de fusiliers.
Bien qu'elle ait été matériellement formée dans l'Oural, la nouvelle 88e division, basée sur les cadres existants, fut très vite affectée au district militaire de Moscou. Son ordre de bataille était similaire à celui de la 1re formation :
- 426e régiment de fusiliers
- 611e régiment de fusiliers
- 758e régiment de fusiliers
- 401e régiment d'artillerie
- 269e divizion antichar
- 222e bataillon de sapeurs
- 147e compagnie de reconnaissance
- 221e compagnie de transmissions[4]
- 288e bataillon médical/sanitaire
- 128e compagnie de défense chimique (anti-gaz)
- 598e bataillon de transport automobile
- 489e boulangerie de campagne
- 1004e hôpital vétérinaire divisionnaire
- 1596e station postale de campagne
- 1642e bureau de campagne de la Banque d'État
- Bataillon d'entraînement divisionnaire

Le colonel Andreï Filippovitch Bolotov est nommé commandant de la division le jour où elle commence à se former. En juin, elle est affectée à la 4e  armée de réserve dans la réserve du haut commandement suprême puis en juillet à la 31e armée du front de l'Ouest.

### Batailles pour Rjev
Le Front occidental a commencé sa participation à la première opération offensive Rjev-Sytchiovka le 4 août. Une puissante préparation d'artillerie détruit 80 pour cent des armes allemandes (selon les estimations soviétiques), après quoi les défenses allemandes ont été pénétrées des deux côtés de Pogoreloe Gorodishche et le groupe mobile de la 31e armée se précipite à travers les brèches en direction de Zoubtsov. Dans la soirée du 6 août, la brèche dans le front de la 9e armée allemande est étendue à 30 km de large et jusqu'à 25 kilomètres de profondeur. Le lendemain, la STAVKA nomme le général Joukov pour coordonner les offensives des fronts occidental et Kalinine. Joukov propose de libérer Rjev avec les 31e et 30e armées dès le 9 août mais de lourdes contre-attaques allemandes et les conditions météorologiques défavorables ralentissent bientôt considérablement l'avancée. Le 23 août, la 31e armée, de concert avec des éléments de la 29e armée, libère finalement Zoubtsov. Bien que cette date soit officiellement considérée comme la fin de l'offensive dans les sources soviétiques, en fait, d'âpres combats se sont poursuivis à l'ouest de Zoubtsov jusqu'à la mi-septembre. À l'aube des 8, 29 et 31 septembre, les armées lancent une offensive déterminée pour s'emparer de la partie sud de Rzhev. Malgré des attaques résolues le lendemain contre la 161e division d'infanterie allemande, la 31e armée fait peu de progrès. Elle suspend temporairement ses attaques le 16 septembre mais les reprend avec trois divisions, dont la 88e, sur son flanc droit du 21 au 23 septembre avec le même manque de succès. Au cours des combats du 4 août au 15 septembre, l'armée a subi un total de 43 321 pertes en personnel.
Dans la préparationde l'opération Mars, une directive a été envoyée les 28 et 29 septembre du commandement du front occidental à la 31e armée, « composée des 88e, 239e, 336e et 20e divisions de fusiliers de la Garde, des 32e et 145e brigades de chars... [ pour avancer] le long de l'axe Osuga, Artemovo et Ligastaevo. L'offensive commence finalement le 25 novembre lorsque le groupe de choc de l'armée, composé des forces ci-dessus moins la 20e de la Garde, attaqua la 102e division d'infanterie allemande. L'histoire de cette division a enregistré :

« À 7 h 30, les masses brunes de l'infanterie russe sortent de leurs lieux de rassemblement dans les bois. Les chars, 25 monstres tonitruants et crachants, avancent pour les soutenir. Vague après vague, les Russes avancent contre la 102e division d'infanterie. Les Allemands sont prêts. Debout dans leurs tranchées, ils tirent par-dessus leurs parapets sur les masses ennemies qui s'avancent dans les champs stériles. Leurs mitrailleuses s'abattent sur les Russes. Les canons antichars craquent platement, les canons de campagne rugissent. Et les Russes tombent. Quelques-uns atteignent les lignes allemandes et sont capturés. D'autres avancent. Mais à 9 h 40, ils font une pause pour reprendre leur souffle. Lorsqu'ils reprennent leurs attaques, cette fois sous une légère chute de neige, les hommes du 102e les repoussent à nouveau. À la fin de la journée, les Allemands étaient fermement en possession de leurs lignes. »

En trois jours de combat, les brigades blindées sont décimées et les divisions de fusiliers subissent de lourdes pertes, jusqu'à 50 % dès le premier jour. L'armée passe alors en défensive. Le 11 décembre, elle revient à l'attaque, en soutien à la 20e armée. Ces attaques se poursuivent jusqu'au 18. En février 1943, les armées des fronts occidental et Kalinin commencent à se préparer à ce qui allait devenir l'opération offensive Rjev- Viazma. La 31e armée devait être prête à attaquer du 20 au 21 février. Dans le cas où ces plans ont été retardés et finalement remplacés lorsque la 9e armée allemande lance l'opération Büffel (en) le 1er mars et commence son retrait progressif du saillant, poursuivie par la 31e et d'autres armées pendant le reste du mois.

## En Russie occidentale et en Biélorussie
En juin, le 88e fut affecté au nouveau 45e corps de fusiliers, avec les 220e et 331e divisions de fusiliers. Le 7 août, premier jour de l'opération Souvorov, le seul véritable succès soviétique fut obtenu par la 31e armée contre le 39e Panzerkorps dans le secteur de Iartsevo. L'effort principal fut réalisé par les 36e et 45e corps, ce dernier comptant les 220e et 331e divisions en premier échelon et la 88e en second. L'attaque s'accélère en fin de journée alors que le Corps attaque à l'est de la rivière Vop. Elle affronte la 113e division d'infanterie, inexpérimentée, qui n'est au front que depuis deux semaines. Entre 18 heures et 20 heures, le Corps a anéanti un bataillon allemand et en a repoussé un autre ; une heure plus tard, un bataillon d'artillerie est également anéanti et il est clair que le front du 113e était en train de se briser. Au cours de la nuit, deux régiments allemands reculent de 2 km tandis qu'une ligne de bataille est rétablie derrière la rivière Vedosa, large de 6 m. Sentant la confusion dans les rangs allemands, le commandant de la 31e armée, le major-général VA Glouzdovski charge son groupe mobile de percer l'autoroute Minsk-Moscou, à seulement 6 km au sud. Pendant un bref instant, il semble que le 45e corps et la 42e brigade blindée de la garde peuvent réaliser une percée.
L'attaque reprend à l'aube du 8 août et continue à prendre du terrain à la 113e d'infanterie qui est sur le point de s'effondrer. En début d'après-midi, le 260e régiment de grenadiers allemands craque après avoir perdu une position clé et la 220e division fait irruption dans la brèche juste à l'est du Vop. La seule réserve substantielle dont disposait la 4e armée allemande était la 18e division de Panzergrenadiers qui reçoit l'ordre de contre-attaquer. À son arrivée, elle ne peut que combler le vide laissé par les unités en déroute du 113e. Le lendemain, les deux corps soviétiques continuent à tenter de se frayer un chemin à travers la ligne allemande mais sont bloqués par la 18e division de Panzergrenadiers ; au cours de ces combats, le colonel Bolotov est tué par des tirs de blindés allemands sur son poste de commandement. Il est remplacé par le Colonel. Gavrill Alekseevich Boulanov, le 12 août. Les chars du 42e garde ne réussissent pas à atteindre l'autoroute et perdent 35 chars dans leur attaque. De l'autre côté, une contre-attaque majeure du 18e Panzergrenadier n'a pas réussi à restaurer la ligne de front d'origine en raison des tirs nourris de l'artillerie soviétique et de l'obstacle de la Vedosa. Après trois jours de combats, la situation est dans l'impasse, mais la réserve allemande est bloquée.
En quelques jours, l'impasse sur le front de Smolensk est générale. Au 1er septembre, le 45e corps est composé des 88e et 251e divisions de fusiliers. L'offensive du front occidental reprend finalement le 15 septembre et à la fin de la journée, Iartsevo est libéré. Le 45e corps est transféré à la 68e armée le 18 septembre et, la semaine suivante, les 68e et 31e armées se pressent pour encercler Smolensk, qui est finalement prise tôt le matin du 25 septembre Le 9 octobre, la 88e passa sous le commandement du colonel Fiodor Trofimovitch Kovtounov. Au cours de ce mois, la division a continué d'avancer vers la frontière biélorusse avec la 68e armée, mais plus tard dans le mois, le 45e corps a rejoint la 31e armée.

### Offensives d'Orcha
La 68e armée avance vers l'ouest au sud du fleuve Dniepr début octobre avec le 45e corps à l'arrière, se rapprochant des défenses du 27e corps d'armée allemand à la fin du 8 octobre. Le 88e soutient immédiatement l'assaut de la 159e division de fusiliers à travers la rivière Mereya, forçant le 18e division de Panzergrenadiers à se retirer vers l'ouest. La division forme un détachement avancé à poursuivre, mais la division allemande fait demi-tour vers l'est et prend de nouvelles positions défensives le long de la rivière Rossasenka le 11 octobre. L'armée se prépare à reprendre ses attaques le lendemain, mais le 45e corps repart désormais vers le nord pour rejoindre la 31e armée.
La 31e armée a également lancé une nouvelle tentative pour atteindre Orcha le 12 octobre, le 45e corps (comprenant désormais la 220e division) servant de deuxième échelon et de réserve. L'armée était positionnée à cheval sur l'autoroute Smolensk-Orcha, au nord du Dniepr. L'offensive du front de l'Ouest commence après une préparation d'artillerie de 85 minutes, mais la 31e armée est immédiatement stoppée sans aucun gain appréciable et à un coût considérable. L'offensive reprend le lendemain avec les renforts du deuxième échelon sans meilleurs résultats. Au cours des combats du 12 au 18 octobre, le front a perdu 5 858 hommes tués et 17 478 blessés. En préparation d'un nouvel effort, la 31e armée est encore renforcée et regroupe ses trois corps au sud entre l'autoroute et le Dniepr, avec le 45e corps au centre ; les 88e et 251e divisions sont au premier échelon et la 220e au deuxième. L'attaque commence tôt le 21 octobre après deux heures et dix minutes de tirs d'artillerie. Les groupes de choc brisent les défenses de la 197e division d'infanterie entre les villages de Redki et Novaya, à un coût considérable et, en début de soirée, ils ont pénétré 4 km de profondeur sur un front de 1 000 m de large en direction du village de Kireevo, sur la voie ferrée principale menant à Orcha. Deux brigades du 2e corps de chars de la garde s'engagent pour exploiter la percée mais sont bientôt stoppées par des tirs allemands nourris sur les flancs. L'attaque reprend le lendemain mais gagne au maximum 1 000 m. Le 24 octobre, les divisions du deuxième échelon s'engagent dans un ultime effort pour briser les défenses allemandes, mais échouent, en partie à cause du manque de munitions d'artillerie. L'offensive est interrompue à la tombée de la nuit le 26 octobre, date à laquelle les capacités offensives de la 10e armée de la Garde et de la 31e armée étaient complètement épuisées après avoir gagné 4 à 6 km pour un coût total de 4 787 tués et 14 315 blessés.
Début novembre, le Front de l'Ouest se prépare à une nouvelle tentative de percée des défenses allemandes. Le premier groupe de choc du Front est composé de la 10e armée de la garde et de la 31e armée des deux côtés de l'autoroute de Minsk, mais leurs divisions de fusiliers ne comptaient désormais en moyenne que 4 500 hommes chacune. Le 45e corps, au sud de Kireevo, affronte le 119e régiment de Panzergrenadier de la 25e division de Panzergrenadier. Le 88e est en premier échelon lorsque l'attaque commence le 14 novembre après trois heures et demie de préparation d'artillerie et aérienne, mais est rapidement stoppée dans son élan en raison de tirs nourris de mitrailleuses. Les combats se poursuivent au cours des quatre jours suivants, mais le 45e Corps ne gagne que 400 mètres, au prix d'un coût considérable. La STAVKA ordonne cependant la poursuite de l'offensive, ce qui est fait à partir du 30 novembre après un nouveau regroupement. Les 31e et 10e armées de la Garde sont concentrées sur un 12 km de large d'Osintori au Dniepr, la 31e étant concentrée sur seulement 3 km avec quatre divisions en premier échelon et cinq en deuxième. L'attaque ne progresse pratiquement pas, même après l'engagement du deuxième échelon, et le Front passe à la défensive le 5 décembre. L'échec des offensives d'Orcha est attribué, en plus de la force des défenses allemandes, au manque de formation des remplaçants de l'Armée rouge et à une utilisation stéréotypée des préparations artillerie qui servaient plus à avertir les forces allemandes des attaques qu'à réellement infliger des dégâts. En décembre, la STAVKA ordonne au Front occidental de déplacer ses efforts vers Vitebsk.

## Opération Bagration
Au début de janvier 1944, la 88e, l'une des quatre divisions restantes dans la 31e armée, avait été affectée au 114e corps de fusiliers avec la 251e division, mais un mois plus tard, elle était devenue une division indépendante. En février, elle passe sous le commandement du 71e corps de fusiliers avec la 331e division ; elle reste dans ce corps pour la majeure partie du reste de la guerre. Le 27 février, le général Gluzdovsky reçoit l'ordre de préparer un nouvel assaut sur l'axe d'Orcha en coopération avec la 49e armée située au sud. La majeure partie de son armée étant impliquée dans des opérations offensives dans le secteur de Babinavichy, il ne dispose que de son 71e corps pour cette nouvelle attaque, qui débuta le 5 mars et se poursuivit au cours des quatre jours suivants. En l'occurrence, l'effort échoua, au prix de 1 898 tués et 5 639 blessés supplémentaires pour les deux armées.
Le 11 avril, le front de l'Ouest est dissous et la 31e armée est affectée au nouveau 3e front biélorusse, où elle restera jusqu'au dernier mois de la guerre. Au cours des deux mois suivants, le 88e est mise au repos pour se reconstruire et se reconstituer. Dans le cadre de la préparation de l'offensive d'été soviétique contre le groupe d'armées Centre les 88e et 192e divisions de fusiliers du 71e corps sont déplacées vers le nord, les 12 et 13 juin, pour faire place au déploiement de la 11e armée de la garde dans le secteur au nord du Dniepr. Lorsque l'offensive commence par des attaques de sondage le 22 juin, ceux de la 31e armée sont repoussés par des tirs d'artillerie lourde et de mortier. Le lendemain, les divisions du premier échelon du 71e corps brisent la défense allemande au nord du Dniepr et avancent de 3 km avant d'être stoppées par la résistance croissante de l'ennemi. Lors des combats près de la gare de Kireevo, le lieutenant Anna Alekseevna Nikandrova, chef des Komsomol appartenant au 426e régiment de fusiliers, se distingue pour sa bravoure : elle utilise une échelle à crochets pour aider les soldats de sa compagnie à traverser un fossé antichar et, plus tard dans la journée, bloque avec son corps l'embrasure d'un bunker de mitrailleuses allemandes et est tuée. Le 24 mars 1945, elle est nommée à titre posthume Héroïne de l'Union soviétique.
Au cours des deux jours suivants, la 11e armée de la Garde et la 5e armée ont montré beaucoup plus d'élan le long des axes d'Orcha et de Bogushevsk, laissant derrière elles la 31e armée. Pendant ce temps, lors des combats autour du saillant de Vitebsk, le 24 juin, les Soviétiques sont déchirés par le dilemme classique de la guerre éclair : combien d'unités utiliser pour fermer la poche et combien pour continuer à exploiter avant que l'ennemi n'ait le temps de créer des positions défensives. La 39e armée, qui est responsable de la partie du 3e front biélorusse dans cet encerclement, ne disposait que de son 84e corps de fusiliers pour la bataille pour la ville elle-même. En conséquence, le 88e est déplacée vers le nord et rattachée à ce corps,.
Des éléments de la 39e armée sont associés aux forces du 1er front de la Baltique à la fin du 24, laissant le 53e corps d'armée allemand piégé à Vitebsk et dans plusieurs poches plus petites le long de la route menant au sud-ouest. Au cours des deux jours suivants, alors qu'Hitler refuse la permission au Corps de se replier, les forces soviétiques se préparent à liquider la poche. L'opération commence à 9 heures le 27 juin, précédée d'un barrage massif d'artillerie et de roquettes. À midi, les défenseurs sont divisés en petites poches et dans l'après-midi, les restes se rendent. L'armée allemande perd 20 000 tués et 10 000 prisonniers. Pour sa part dans ces combats, la division reçut un honneur de bataille et reçoit le titre « de Vitebsk ».

### Offensive de Minsk
Après la bataille de Vitebsk, la division avance le long de la route menant à Minsk pour rejoindre le 71e corps alors qu'avec le 36e corps de fusiliers il consolidait la percée de la 5e armée de chars de la garde. La 31e armée s'est vu confier un rôle de premier plan dans la liquidation de la 4e armée allemande encerclée et dans la libération de la capitale biélorusse, qui s'est achevée le 4 juillet. La veille, un décret de la STAVKA rend hommage au titre de Minsk aux 426e, 611e et 758e régiments de fusiliers.
En plus de ces honneurs de bataille, le 23 juillet, la 88e dans son ensemble recevra l'Ordre du Drapeau rouge pour sa participation au nettoyage de la ville. 

### Offensive Vilnius-Kaunas
Du 5 au 6 juillet, le 71e corps poursuit les forces allemandes vers l'ouest, avançant jusqu'à 40 km et atteignant une ligne partant de Pershaie vers l'est le long de la rive nord de la rivière Islach jusqu'à Rakuv. Au cours des deux jours suivants, l'ensemble du front continue la poursuite en direction de Vilnius, qui est atteinte par le 3e corps mécanisé de la Garde dans la matinée du 7 juillet. Au même moment, le 71e corps fait face à une résistance limitée dans la forêt de Naliboki avec l'aide de partisans et atteint la rivière Bérézina en fin de journée. La bataille de Vilnius se poursuit jusqu'au 13 juillet, mais entre-temps, le 8 juillet, la 31e armée avait encore avancé de 25 à 30 km en direction du fleuve Niémen. Hitler considérait celui-ci comme sa « ligne de catastrophe » qu’il fallait maintenir à tout prix. Du 12 au 13 juillet, l'armée poursuit avec succès les forces allemandes 55 à 60 fois. km tandis que son flanc gauche avance vers Grodno. Le lendemain, la plupart des défenseurs restants commencent à se déployer le long du fleuve alors que le 3e front biélorusse se prépare à le franchir pour libérer Kaunas.
Ce jour-là, un détachement avancé du 36e corps s'empara d'un passage au nord de Grodno. Le 15 juillet, il fut rejoint par des éléments du 71e corps qui prirent deux autres têtes de pont dans la même zone. À ce stade, le commandant de l'armée, le colonel. Le général Glagolev reçut l'ordre de regrouper ses forces sur le flanc droit et de forcer le Neman sur tout le front de l'armée. À la fin du 17 juillet, les 11e gardes, 5e et 31e armées avaient franchi ensemble la frontière fluviale à 110 km et repoussé toutes les contre-attaques. Après de nouveaux gains, la STAVKA ordonna au Front de passer temporairement en position défensive le 20 juillet. En reconnaissance du succès du 88e lors de la traversée du Neman le 12 août, le 426e régiment est décoré de l'Ordre du Drapeau Rouge, tandis que les 611e et 758e régiments reçoivent chacun l'Ordre d'Alexandre Nevski. 

## En Allemagne
La défensive temporaire visait en partie à préparer le front à une invasion de la Prusse orientale, qui a commencé à 8 h 40 le 29 juillet après une préparation d'artillerie de 40 minutes et des frappes aériennes. Le premier jour, la 31e armée avança jusqu'à 15 km. Le lendemain, toute la défense allemande le long du Niémen fut écrasée et le front avança rapidement vers Vilkaviškis. Cependant, l'armée s'est rapidement heurtée à des terrains boisés et lacustres, ce qui a ralenti son avance alors qu'une résistance obstinée se développait. L'opération a été généralement interrompue le 31 juillet.

### Opération Goldap-Gumbinnen
Une nouvelle offensive contre la Prusse orientale débute le 16 octobre. Le 3e front biélorusse prévoyait de se rendre directement de Gumbinnen à Königsberg en passant par Insterburg. Cependant, la forte résistance allemande a rapidement stoppé et même inversé cette offensive. Goldap, au sud de la route principale, fut bientôt prise, mais la 4e  armée allemande engagea la 102e brigade de Panzer et la brigade de grenadiers Führer dans les combats et la reprit le 25 octobre. Lors d'une attaque surprise de la 31e armée le 28 octobre, la ville changea de nouveau de mains, mais la situation se détériora rapidement à mesure que de nouvelles contre-attaques frappèrent la ville. Le 3 novembre, le 611e régiment de fusiliers était encerclé et reçut l'ordre de se rallier aux lignes amies la nuit suivante. Le drapeau régimentaire est confié au sergent Andrei Nikolaïevitch Elgin, chef d'escouade de la compagnie de mitraillettes du régiment. Elgin avait le drapeau enroulé autour de son torse sous son uniforme avant de diriger une équipe de quatre hommes hors de la ville le long d'un chemin à travers les bois et les marais à l'est. Lorsque la route fut bloquée par un poste de mitrailleuse allemande, il chargea dessus, lançant des grenades avec l'aide de ses hommes jusqu'à ce qu'il soit détruit. Bien que blessé, Elgin refusa d'abandonner le drapeau et continua son chemin. Plus tard, alors qu'il traversait les lignes, le groupe fut repéré à la lumière de fusées éclairantes et un groupe allemand tenta de le capturer. Avec sa mitraillette et ses grenades, Elgin tua huit ennemis mais reçut une deuxième blessure qui s'avéra mortelle. Il a finalement remis le drapeau à un groupe de secours avant de mourir. Le 20 mars 1945, il fut nommé à titre posthume Héros de l'Union soviétique. Malgré l'échec global de l'opération Goldap-Gumbinnen, la 88e division reçut l'Ordre de Souvorov, 2e classe, pour ses efforts le 14 novembre. 
Le 19 décembre, le colonel Kovtounov confie le commandement de la division au colonel Alekseï Avkcentevitch Kouzenny. Cet officier fut à son tour remplacé le 26 janvier 1945 par le colonel Ivan Sergueïevitch Lobanov, auquel lui succéda le 14 février le colonel Andrei Prokofevitch Maltzev. À peine deux semaines plus tard, le major-général Nikita Sergeevich Samokhvalov a pris le commandement et a continué à diriger la 88e pendant toute la durée de la guerre.

### Offensive de Prusse orientale
La deuxième tentative de destruction des forces allemandes en Prusse orientale commença le 12 janvier 1945. L'objectif du 3e front biélorusse était le même qu'avant : pénétrer les défenses au nord des lacs de Mazurie dans la région d'Insterburg puis avancer pour lancer une attaque frontale sur Königsberg. La 31e armée est restée sur le flanc gauche du front et a reçu au début l'ordre de défendre fermement le front au sud de Goldap. Le 88e reste au sein du 71e corps avec les 220e et 331e divisions de fusiliers. L'armée passe à l'offensive le 22 janvier et le lendemain, le groupe allemand qui lui fait face est en retraite. Au cours de cette journée, le Corps s'empara de l'important carrefour routier de Benkheim tandis que l'Armée développait l'offensive vers Angerburg et Lötzen, avançant de plus de 45 km avant de prendre d'assaut le point fortifié à l'ancien emplacement. L'avancée se poursuit les jours suivants et le 31 janvier, la division contribue à la prise de Heilsberg et Friedland. Le 5 avril, le 426e régiment est récompensé pour son rôle dans ces combats par l'attribution de l'Ordre d'Alexandre Nevski. 
La 31e armée reprend son offensive le 2 février et s'empare bientôt du principal carrefour routier de Landsberg. Il s'agit d'un point crucial pour les forces allemandes qui tentent de sortir de la poche qui se forme autour de Königsberg et la 129e division d'infanterie, la 558e division de grenadiers et la 24e division de Panzer lancent de puissantes contre-attaques dans le but d'encercler le 71e corps et, bien qu'elles ne parviennent pas à pénétrer dans Landsberg, elles l'isolent pendant plusieurs jours, le contournant au nord et au sud, causant des ravages considérables dans les arrières soviétiques. Une fois les communications rétablies, le Corps poursuit son avance en direction de Kanditten,.
Pendant la majeure partie des mois de février et mars, la division participe à la destruction finale de la 4e armée allemande lors des batailles de la poche d'Heiligenbeil. Le 24 mars, le sergent Nikolaï Mikhaïlovitch Lazkov, chef d'une escouade de reconnaissance du 222e bataillon de sapeurs, est nommé Héros de l'Union soviétique pour son action en Biélorussie de janvier à juin 1944, période au cours de laquelle il a mené 96 recherches nocturnes et désamorcé 586 mines avec son groupe. . Au début de l'opération Bagration, alors qu'il opérait derrière les lignes ennemies, son unité s'empara d'un pont sur la rivière Orshitsa au nord d'Orcha et il organisa sa défense jusqu'à ce qu'il soit relevé. Il a poursuivi une longue carrière dans l'armée soviétique d'après-guerre, atteignant finalement le grade de colonel. Le 26 avril, le 88e reçoit l'Ordre de Koutouzov, 2e classe, pour sa participation aux combats de Heiligenbeil. 

## Après-guerre
Au moment de la capitulation allemande, la division voyage en train vers le sud avec le reste de la 31e armée pour rejoindre le 1er front ukrainien dans les montagnes des Sudètes en Tchécoslovaquie. Arrivé dans les premiers jours de mai, le 71e corps ne connut que peu d'action, assurant principalement la sécurité des flancs du front alors qu'il avançait sur Prague et balayant les prisonniers. À la fin des combats, les hommes et les femmes de la division détenaient le titre complet de 88e division de fusiliers, ordres du drapeau rouge, ordre de Souvorov et ordre de Koutouzov . (Russe : 88-я стрелковая Витебская Краснознамённая орденов Суворова и Кутузова дивизия. ) Selon l'ordonnance STAVKA no 11096 du 29 mai 1945, partie 8, la 88e est répertoriée comme l'une des divisions de fusiliers à « dissoudre sur place ». Elle fut dissoute en Tchécoslovaquie conformément à la directive au cours de l'été 1945.